# Karl Ludwig Schmidt
Karl Ludwig Schmidt (1891-1956) fue un teólogo alemán.
Demostró que los cuatro evangelios estaban construidos a partir de pequeños fragmentos literarios, provenientes de diversas tradiciones, orales o escritas, que eran ensamblados por los evangelistas en un itinerario geográfico y cronológico para darles continuidad.
Esto demostraba que ninguno de los evangelios podía ser utilizado como fuente histórica para reconstruir los pasos de Jesús. Esto contribuyó, junto con las aportaciones de Wilhelm Wrede, a bloquear el intento de la Escuela Liberal por reconstruir la vida de Jesús. Comienza así el final de la antigua búsqueda del Jesús histórico.

## Obra
- Die Pfingsterzählung und das Pfingstereignis. Leipzig: J. C. Hinrichs, 1919.

- Die Stellung der Evangelien in der allgemeinen Literaturgeschichte. In: Eucharistērion. Festschrift für Hermann Gunkel. Göttingen: Vandenhoeck & Ruprecht 1923, p. 51–134 (inglés: The place of the Gospels in the general history of literature. Tradujo Byron R. McCane. Columbia, SC : Univ. of South Carolina Press 2002).

- Die Stellung des Apostels Paulus im Urchristentum. Giessen : A. Töpelmann 1924 (Vorträge der theologischen Konferenz zu Giessen 39).

- Die Kirche des Urchristentums : eine lexikographische und biblisch-theologische Studie. Tübingen: J.C.B. Mohr (Paul Siebeck), 1932.

- Kirche, Staat, Volk, Judentum. Zwiegespräch [mit Martin Buber] im jüdischen Lehrhaus in Stuttgart am 14. Januar 1933. In: Theologische Blätter 12, 1933, p. 257–274.

- Jesus Christus im Zeugnis der Heiligen Schrift und der Kirche. Eine Vortragsreihe. Múnich: Kaiser 1936 (Beiheft zur Evangelischen Theologie 2).

- Le problème du christianisme primitif. Quatre conférences sur la forme et la pensée du Nouveau testament. Paris: Librairie Ernest Leroux, 1938.

- Ekklesia. In: Theologisches Wörterbuch zum NT, Bd. III, 1938, S. 502–539 (Englisch: The church. London: Adam and Charles Black, 1950; 2ª ed. 1957; Französisch: Eglise; trad. de Hélène Alexandre. Genève: Labor et fides, 1967).

- Die Polis in Kirche und Welt : eine lexikographische und exegetische Studie. Rektoratsprogramm der Universität Basel für das Jahr 1939. Basel: F. Reinhardt, 1939.

- Ein Gang durch den Galaterbrief : Leben, Lehre, Leitung in der Heiligen Schrift. Zollikon-Zürich: Evangelischer Verlag, 1942.

- Die Judenfrage im Lichte der Kapitel 9–11 des Römerbriefes. Zollikon-Zürich: Evangelischer Verlag, 1943 (Theologische Studien 13).

- Kanonische und apokryphe Evangelien und Apostelgeschichten. Basel: H. Majer, 1944.

- Aus der Johannes Apokalypse dem letzten Buch der Bibel. Basel: Heinrich Majer, cop. 1944.

- Das Pneuma Hagion als Person und als Charisma. Zürich: Rhein-Verl, 1946.

- Wesen und Aufgabe der Kirche in der Welt; Verhandlungen des Schweizerischen reformierten Pfarrvereins vom 23.–25. September 1946 in Romanshorn (85. Tagung). Zürich: Zwingli-Verlag, 1947.

- Die Natur- und Geistkräfte im paulinischen Erkennen und Glauben. Zürich: Rhein-Verl, 1947.
- Basileia. London: Adam and Charles Black, 1957.
- Neues Testament, Judentum, Kirche. Kleine Schriften, eds. en su 90.º cumpleaños el 5 de febrero de 1981 por Gerhard Sauter. Múnich 1981 (Theologische Bücherei 69).
- Der Rahmen der Geschichte Jesu. Literarkritische Untersuchungen zur ältesten Jesus-Überlieferung (Berlín, 1919). Esta obra fue traducida en: Aguirre R, Rodríguez A. (eds.) La investigación de los evangelios sinópticos y hechos de los apóstoles en el siglo XX (Estella, 1996)